# Кусана рана

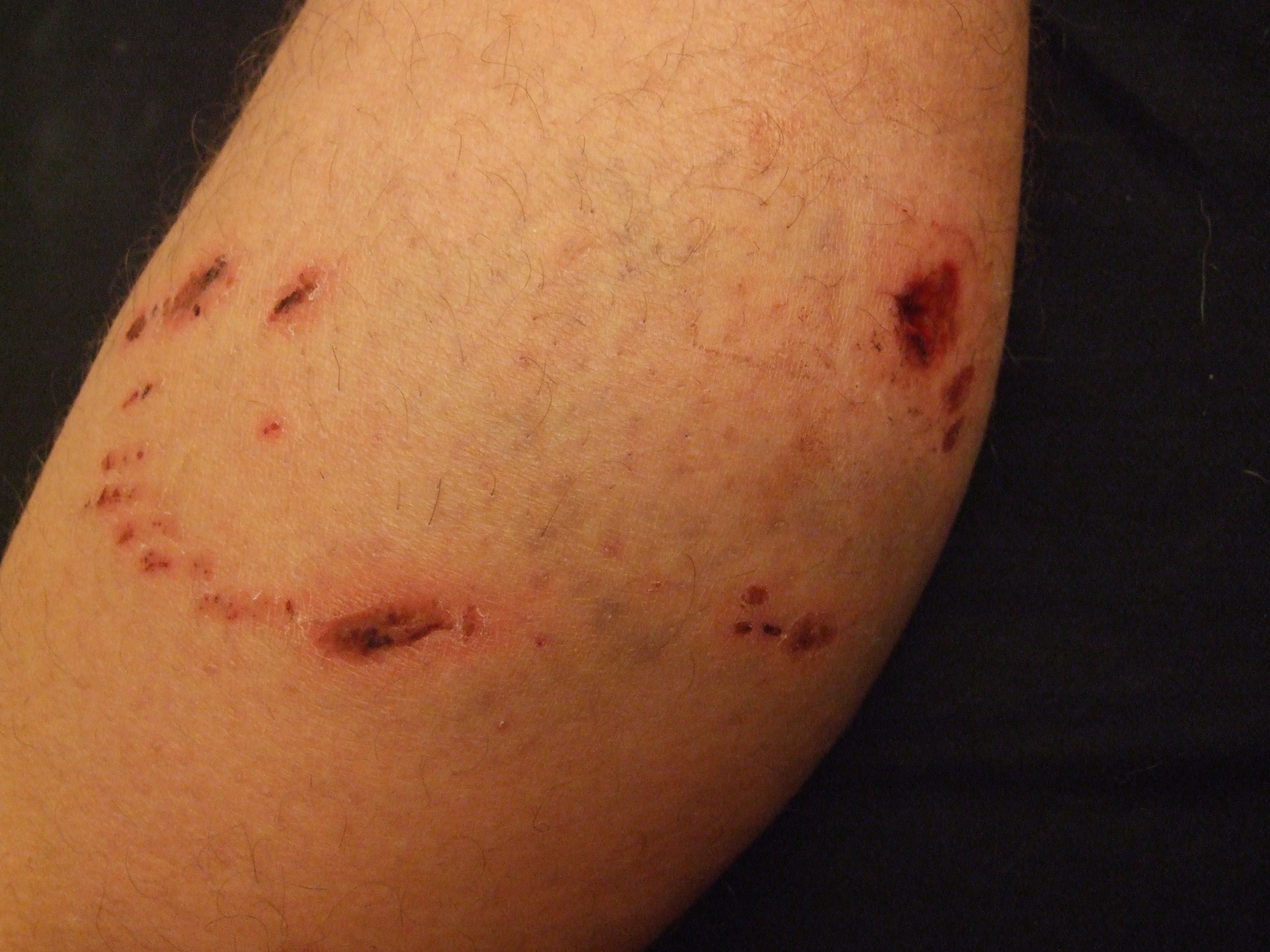
Собачий укус

Кусана рана (лат. vulnus morsum) — рана, нанесена зубами свійських та диких тварин (кішок, собак та інших, наприклад гризунів), плазунів та рептилій, хижих риб, а також людини.
Рани після укусів тварин контаміновані (тобто забруднені) різною мікрофлорою порожнини рота даних тварин. Ці мікроорганізми можуть спричинити нагноєння і різкі больові відчуття. При укусі бродячим собакою існує можливість зараження сказом.
Котячі укуси найбільш часто представлені колотими ранами, що ускладнює їх обробку. Ушкодження локалізуються переважно на руках і передпліччях і в 2/3 випадків супроводжуються розвитком запалення, в числі збудників — широкий спектр аеробних і анаеробних мікроорганізмів. Існує навіть окрема хвороба — хвороба котячих подряпин.
Укуси дрібних гризунів, таких як миші, пацюки, хом'яки і морські свинки можуть бути контаміновані цілим рядом мікроорганізмів, спричинюючи іноді цілий ряд захворювань (наприклад, гарячку від укусу пацюків, лептоспіроз). Укус білки імовірно може призводити до зараження на чуму або туляремію.
Більшість видів павуків кусають людей лише в разі оборони і лише кілька видів можуть заподіяти більшу шкоду, ніж комар або бджола. За деякими даними, укус великого хрестовика не менш болісний, ніж укус скорпіона.
Укуси отруйних змій можуть бути смертельними для тварин і людини.

## Рани від укусу тварин

### Укуси собак
Не існує глобальних оцінок поширеності укусів собак. Наприклад, у Сполучених Штатах Америки собаки кусають приблизно 4,5 мільйона людей щороку. З них майже 885 000 звертаються за медичною допомогою; 30 000 отримують реконструктивні процедури; у 3–18% розвиваються інфекції, та трапляється приблизно 10-20 смертельних випадків.[джерело?]
Дані про країни з низьким і середнім рівнем доходу є більш фрагментарними, проте деякі дослідження показують, що собаки становлять 76–94% травм загалом від укусу тварин. Рівень летальності укусів собак у країнах з низьким і середнім рівнем доходу вищий, ніж у країнах з високим рівнем доходу, оскільки сказ є проблемою, і його лікування може бути мінімально якісним або таким що не здійснюється. За оцінками, 59 000 людей щорічно гинуть від сказу,[джерело?] а укуси від скажених собак становлять переважну більшість цих випадків смерті.[джерело?]

### Укуси котів
У всьому світі укуси котів становлять до 50% травм, загалом пов’язаних з укусами тварин. Зазвичай вони поступаються укусам собаки за рівнем поширеності. Наприклад, в Італії частота травм, пов’язаних з котами, становить 18 на 100 000 населення, тоді як у Сполучених Штатах Америки спостерігається 400 000 укусів котів та 66 000 відвідувань лікарняних відділень швидкої допомоги щороку.
У дорослих жінок найвищий показник укусів котів.[джерело?]

### Лікування
Лікування залежить від місця укусу та стану вакцинації проти сказу тварини, що завдала укусу. Основні принципи догляду включають:
1. Надання екстреної медичної допомоги, як от очищення ран;
2. раннє медичне планове лікування:
  - зрошення та очищення рани;
  - профілактичні антибіотики для зниження ризику інфікування;
  - лікування проти сказу залежно від стану вакцинації тварин;
  - введення вакцини/сироватки/анатоксину проти правця, якщо особа не була адекватно вакцинована.[1]